# Való Világ
Való Világ (Mondo Reale) è un celebre reality show ungherese trasmesso da RTL Klub. Il programma è andato in onda nello stesso intervallo temporale della versione locale del Grande Fratello. Mentre TV2 registrava il maggior numero di spettatori nel 2002, VV1 aveva una media di 1,5 milioni. Nel 2003, VV2 è stato una svolta. Con 1,75 milioni di telespettatori al giorno, BB2 ha registrato solo 800 000 spettatori. RTL Klub ha iniziato la terza stagione, un successo assoluto con 2,06 milioni di telespettatori al giorno. Le prime tre stagioni sono state trasmesse tra il 2002 e il 2004, ma sono tornate nel novembre 2010 per la quarta stagione, dopo anni di interruzione.
Nella sesta stagione, è stato trasferito al canale RTL II appena lanciato. Per la settima stagione dell'autunno 2014, RTL II è rimasto l'ospite.

## Edizioni
| Edizione     | Inizio            | Fine             | Giorni | Concorrenti | Vincitore                             | Conduttori                         | Canale   |
| ------------ | ----------------- | ---------------- | ------ | ----------- | ------------------------------------- | ---------------------------------- | -------- |
| Való Világ 1 | 11 settembre 2002 | 22 dicembre 2002 | 102    | 10          | Szabolcs (Mészáros Szabolcs)          | Stohl András Czifra Noémi          | RTL Klub |
| Való Világ 2 | 1 gennaio 2003    | 31 maggio 2003   | 152    | 13          | Laci (Vitkó László)                   | Stohl András Czifra Noémi          | RTL Klub |
| Való Világ 3 | 28 dicembre 2003  | 4 giugno 2004    | 160    | 14          | Milo (Gyukin Milovan)                 | Stohl András Lilu                  | RTL Klub |
| Való Világ 4 | 20 novembre 2010  | 8 maggio 2011    | 165    | 16          | Alekosz (Nagy Alekosz)                | Stohl András Sebestyén Balázs Lilu | RTL Klub |
| Való Világ 5 | 17 settembre 2011 | 26 febbraio 2012 | 163    | 16          | Attila (Knapp Attila)                 | Sebestyén Balázs Lilu              | RTL Klub |
| Való Világ 6 | 12 gennaio 2014   | 11 maggio 2014   | 120    | 15          | Aurelio (Caversaccio Aurelio Onorato) | Istenes Bence Lilu                 | RTL II   |
| Való Világ 7 | 16 novembre 2014  | 1 marzo 2015     | 105    | 13          | Robin (Mittly Dávid)                  | Istenes Bence Lilu                 | RTL II   |
| Való Világ 8 | 27 agosto 2016    | 11 dicembre 2016 | 107    | 15          | Soma (Soma Farkas)                    | Istenes Bence Nádai Anikó          | RTL II   |
| Való Világ 9 | 4 novembre 2018   | Febbraio 2019    |        |             |                                       | Puskás Peti Nádai Anikó            | RTL II   |

## Concorrenti

### Való Világ 1
- 11 settembre 2002: 11 settembre 2002
- Data di fine: 22 dicembre 2002
- Durate: 102 giorni
- Concorrenti:
  - The Finalists: Szabolcs (The Winner), Majka (Runner-up) & Oki (3rd)
  - Evicted Contestants: Niki, Hajni, Leslie, Lorenzo, Ági, Nóri & Györgyi

|           | Round 1                          | Round 2                           | Round 3                            | Round 4                           | Round 5                         | Round 6                           | Round 7                              | Finale                                           |
| --------- | -------------------------------- | --------------------------------- | ---------------------------------- | --------------------------------- | ------------------------------- | --------------------------------- | ------------------------------------ | ------------------------------------------------ |
| Szabolcs  | Niki                             | Lorenzo                           | Nominato                           | Safe                              | Safe                            | Nominato                          | Nominato                             | Vincitore (87 giorni)                            |
| Majka     | Hajni                            | Györgyi                           | Safe                               | Duelist                           | Safe                            | Safe                              | Safe                                 | Secondo posto (79 giorni)                        |
| Oki       | Szabolcs                         | Györgyi                           | Safe                               | Safe                              | Safe                            | Safe                              | Safe                                 | Terzo posto (100 giorni)                         |
| Györgyi   | Niki                             | Ági                               | Safe                               | Safe                              | Nominato                        | Safe                              | Nominato                             | Eliminato (? giorni)                             |
| Nóri      | Szabolcs                         | Hajni                             | Safe                               | Safe                              | Safe                            | Nominato                          | Eliminato (? giorni)                 | Eliminato (? giorni)                             |
| Ági       | Szabolcs                         | Györgyi                           | Safe                               | Safe                              | Nominato                        | Eliminato (? giorni)              | Eliminato (? giorni)                 | Eliminato (? giorni)                             |
| Lorenzo   | Szabolcs                         | Oki                               | Safe                               | Nominato                          | Eliminato (? giorni)            | Eliminato (? giorni)              | Eliminato (? giorni)                 | Eliminato (? giorni)                             |
| Leslie    | Hajni                            | Hajni                             | Nominato                           | Eliminato (? giorni)              | Eliminato (? giorni)            | Eliminato (? giorni)              | Eliminato (? giorni)                 | Eliminato (? giorni)                             |
| Hajni     | Leslie                           | Györgyi                           | Eliminato (43 giorni)              | Eliminato (43 giorni)             | Eliminato (43 giorni)           | Eliminato (43 giorni)             | Eliminato (43 giorni)                | Eliminato (43 giorni)                            |
| Niki      | Szabolcs                         | Eliminato (22 giorni)             | Eliminato (22 giorni)              | Eliminato (22 giorni)             | Eliminato (22 giorni)           | Eliminato (22 giorni)             | Eliminato (22 giorni)                | Eliminato (22 giorni)                            |
|           |                                  |                                   |                                    |                                   |                                 |                                   |                                      |                                                  |
| Nominati  | Szabolcs                         | Györgyi                           | Szabolcs                           | Majka                             | Györgyi                         | Szabolcs                          | Szabolcs                             | -                                                |
| Sfidanti  | Niki                             | Hajni                             | Leslie                             | Lorenzo                           | Ági                             | Nóri                              | Györgyi                              | -                                                |
| Televoto  | Szabolcs (149,385) Niki (61,864) | Györgyi (267,636) Hajni (263,385) | Szabolcs (293,262) Leslie (54,156) | Majka (625,000) Lorenzo (163,472) | Györgyi (263,828) Ági (196,654) | Szabolcs (423,195) Nóri (320,762) | Szabolcs (507,103) Györgyi (229,292) | Oki (221,???) Majka (566,877) Szabolcs (757,907) |
| Eliminati | Niki                             | Hajni                             | Leslie                             | Lorenzo                           | Ági                             | Nóri                              | Györgyi                              | Oki Majka                                        |

### Való Világ 6
- Data di inizio: 12 gennaio 2014
- Data di fine: 11 maggio 2014
- Durata: 120 giorni

| Inquilini | 0.                               | 1.                           | 2.                                | 3.                             | 4.                              | 5.                                | 6.                          | 7.                                  | 8.                          | 9.                                            | Finale                     |
| Inquilini | 22 gennaio                       | 26 gennaio                   | 9 febbraio                        | 23 febbraio                    | 9 marzo                         | 23 marzo                          | 7 aprile                    | 21 aprile                           | 30 aprile                   | 6 maggio                                      | 11 maggio                  |
| --------- | -------------------------------- | ---------------------------- | --------------------------------- | ------------------------------ | ------------------------------- | --------------------------------- | --------------------------- | ----------------------------------- | --------------------------- | --------------------------------------------- | -------------------------- |
|           |                                  |                              |                                   |                                |                                 |                                   |                             |                                     |                             |                                               |                            |
| Aurelio   | 2.                               | Simon                        | Dávid                             | Iza                            | Ádám                            | Iza                               | Krisztián                   | Zsófi                               | Krisztián                   | Iza                                           | Vincitore (120 giorni)     |
| Zsófi     | Not in House                     | Charlotte                    | Teo                               | Aurelio                        | Aurelio                         | Charlotte                         | Teo                         | Teo                                 | Aurelio                     | Iza                                           | Secondo posto (111 giorni) |
| Viki      | 5.                               | Teo                          | Józsi                             | Charlotte                      | Teo                             | Iza                               | Teo                         | Teo                                 | Iza                         | Iza                                           | Terzo posto (116 giorni)   |
| Iza       | 6.                               | Zsolt                        | Aurelio                           | Charlotte                      | Zsolt                           | Charlotte                         | Zsolt                       | Teo                                 | Aurelio                     | Zsófi                                         | Eliminato (119 giorni)     |
| Krisztián | Not in House                     | Laci                         | Dávid                             | Charlotte                      | Ádám                            | Teo                               | Zsolt                       | Teo                                 | Iza                         | Eliminato (103 giorni)                        | Eliminato (103 giorni)     |
| Teo       | 10.                              | Zsófi                        | Dávid                             | Zsófi                          | Krisztián                       | Zsófi                             | Krisztián                   | Zsófi                               | Eliminato (102 giorni)      | Eliminato (102 giorni)                        | Eliminato (102 giorni)     |
| Zsolt     | 3.                               | Teo                          | Charlotte                         | Iza                            | Ádám                            | Iza                               | Krisztián                   | Eliminato (92 giorni)               | Eliminato (92 giorni)       | Eliminato (92 giorni)                         | Eliminato (92 giorni)      |
| Charlotte | 9.                               | Zsófi                        | Dávid                             | Krisztián                      | Aurelio                         | Iza                               | Eliminato (78 giorni)       | Eliminato (78 giorni)               | Eliminato (78 giorni)       | Eliminato (78 giorni)                         | Eliminato (78 giorni)      |
| Ádám      | Not in House                     | Not in House                 | Not in House                      | Not in House                   | Krisztián                       | Eliminato (20 giorni)             | Eliminato (20 giorni)       | Eliminato (20 giorni)               | Eliminato (20 giorni)       | Eliminato (20 giorni)                         | Eliminato (20 giorni)      |
| Dorka     | 4.                               | Laci                         | Dávid                             | Charlotte                      | Eliminato (48 giorni)           | Eliminato (48 giorni)             | Eliminato (48 giorni)       | Eliminato (48 giorni)               | Eliminato (48 giorni)       | Eliminato (48 giorni)                         | Eliminato (48 giorni)      |
| Józsi     | 7.                               | Iza                          | Dávid                             | Ritirato (40 giorni)           | Ritirato (40 giorni)            | Ritirato (40 giorni)              | Ritirato (40 giorni)        | Ritirato (40 giorni)                | Ritirato (40 giorni)        | Ritirato (40 giorni)                          | Ritirato (40 giorni)       |
| Dávid     | Not in House                     | Not in House                 | Viki                              | Eliminato (14 giorni)          | Eliminato (14 giorni)           | Eliminato (14 giorni)             | Eliminato (14 giorni)       | Eliminato (14 giorni)               | Eliminato (14 giorni)       | Eliminato (14 giorni)                         | Eliminato (14 giorni)      |
| Laci      | 8.                               | Krisztián                    | Eliminato (19 giorni)             | Eliminato (19 giorni)          | Eliminato (19 giorni)           | Eliminato (19 giorni)             | Eliminato (19 giorni)       | Eliminato (19 giorni)               | Eliminato (19 giorni)       | Eliminato (19 giorni)                         | Eliminato (19 giorni)      |
| Simon     | 1.                               | Aurelio                      | Squalificato (18 giorni)          | Squalificato (18 giorni)       | Squalificato (18 giorni)        | Squalificato (18 giorni)          | Squalificato (18 giorni)    | Squalificato (18 giorni)            | Squalificato (18 giorni)    | Squalificato (18 giorni)                      | Squalificato (18 giorni)   |
| Alexa     | 11.                              | Eliminato (10 giorni)        | Eliminato (10 giorni)             | Eliminato (10 giorni)          | Eliminato (10 giorni)           | Eliminato (10 giorni)             | Eliminato (10 giorni)       | Eliminato (10 giorni)               | Eliminato (10 giorni)       | Eliminato (10 giorni)                         | Eliminato (10 giorni)      |
|           |                                  |                              |                                   |                                |                                 |                                   |                             |                                     |                             |                                               |                            |
| Nominati  |                                  | Laci                         | Dávid                             | Charlotte                      | Ádám                            | Iza                               | Krisztián                   | Teo                                 | Aurelio                     | Iza                                           | –                          |
| Sfidanti  | Krisztián                        | Viki                         | Dorka                             | Aurelio                        | Charlotte                       | Zsolt                             | Zsófi                       | Krisztián                           | Zsófi                       |                                               | –                          |
| Televoto  | 2 febbraio                       | 16 febbraio                  | 2 marzo                           | 16 marzo                       | 30 marzo                        | 13 aprile                         | 27 aprile                   | 4 maggio                            | 10 maggio                   | 11 maggio                                     |                            |
| Televoto  | Laci (48.32%) Krisztián (51.68%) | Dávid (43.05%) Viki (56.95%) | Charlotte (58.45%) Dorka (41.55%) | Ádám (20.79%) Aurelio (79.21%) | Iza (66.56%) Charlotte (33.44%) | Krisztián (60.62%) Zsolt (39.38%) | Teo (24.59%) Zsófi (75.41%) | Aurelio (53.66%) Krisztián (46.34%) | Iza (42.37%) Zsófi (57.63%) | Viki (27.01%) Zsófi (49.75%) Aurelio (50.25%) |                            |
| Eliminati | Alexa                            | Laci                         | Dávid                             | Dorka                          | Ádám                            | Charlotte                         | Zsolt                       | Teo                                 | Krisztián                   | Iza                                           | Viki Zsófi                 |